# 雅各布森环氧化反应

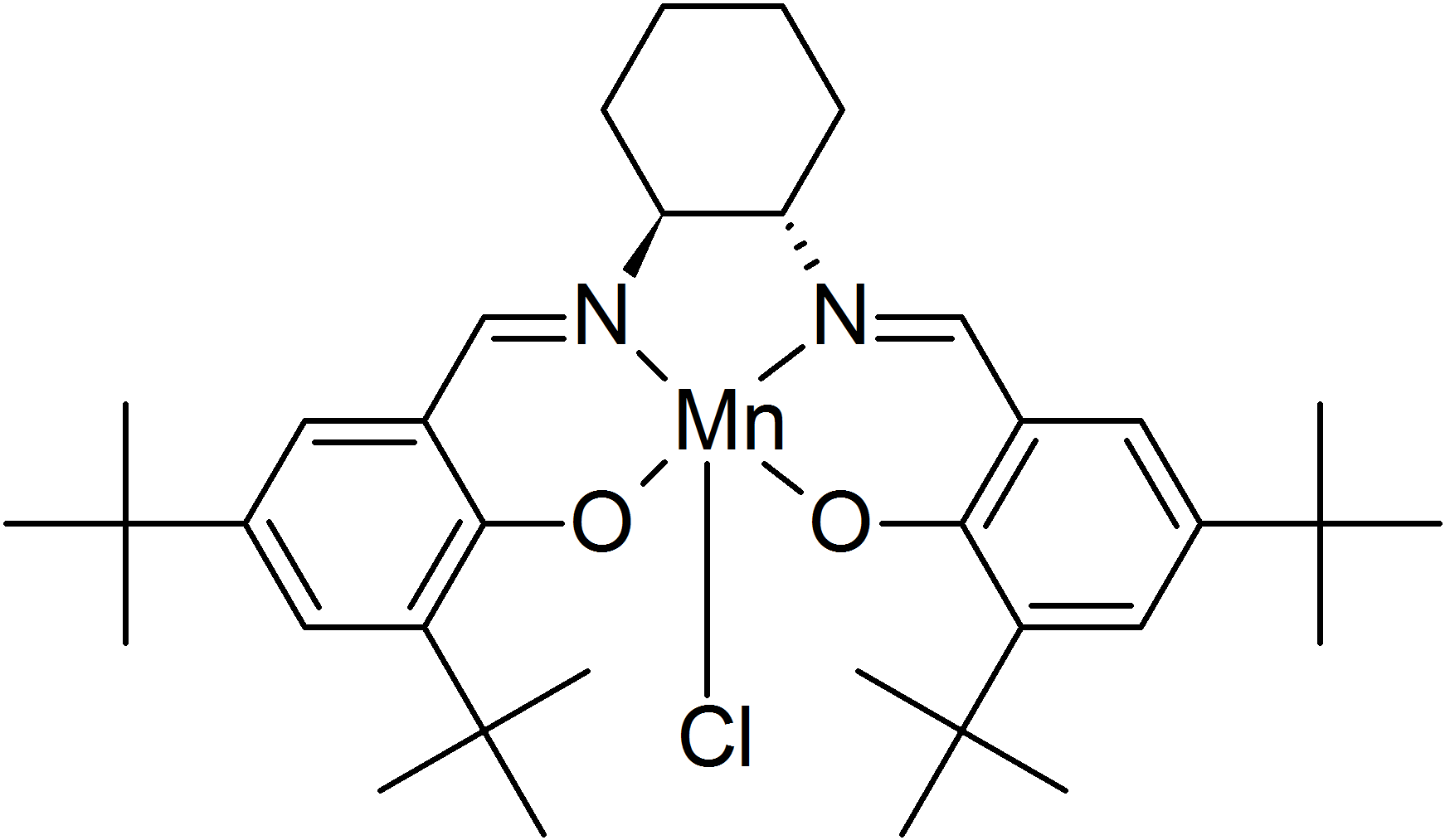
Jacobsen催化剂（S,S-构型）

雅各布森环氧化反应（Jacobsen epoxidation；雅各布森环氧化）
烯烃用手性salen-锰络合物的不对称环氧化反应(AE)。 
反应最常用的氧化剂为亚碘酰苯（用于有机溶剂）或次氯酸钠水溶液（用于水介质）。salen络合物是一个与单加氧酶细胞色素P450有关的仿生试剂。由氧合锰中间体向烯烃发生氧的转移。对映选择性的原因可用底物向活性的氧合锰(Ⅴ)中间体的侧向接近来解释。一般salen络合物的 C-3 和 C-3' 位上有必要由占据较大空间的叔丁基来取代以保证反应的高对映选择性。
它与早先开发的 Sharpless 环氧化反应的不同之处在于这个反应不依赖于烯丙醇底物的识别，因此从原则上讲是一个更为通用的过程。 这个反应对于顺式二取代烯烃最为有效，后来应用范围也拓展至反式二取代、三取代、某些单取代以及四取代烯烃的环氧化中。
对反应的改进法：

## 历史
这个类型的反应最早是由 Jacobsen/Zhang (1990) 和 Katsuki 分别报道。 因此也称“Jacobsen–Katsuki 环氧化反应”。

## 反应机理
参见：